# جمعية شمس
جمعية شمس هي منظمة تونسية تعمل على تحسين الوضع القانوني والاجتماعي للمثليين جنسياً والمتحولين جنسياً ومزدوجي الميول الجنسية (إل جي بي تي) في تونس.

## ظهورها
سجلت جمعية شمس قانونيا في 18 مايو 2015 بموجب القانون التونسي. تركز المنظمة على عدم تجريم المثلية الجنسية. ونشروا على موقعهم الإلكتروني مجموعة من الأهداف الأخرى مثل:
- رفع مستوى الوعي حول الأمراض المنقولة جنسيا.
- توجيه ودعم الأقليات الجنسية في جميع أنحاء البلاد من خلال تقديم المساعدة المالية والعاطفية والنفسية.
- الدفاع عن حقوق الأقليات وتوفير بيئة آمنة بغض النظر عن ميولهم الجنسية أو اختلافهم بين الجنسين.

يعود معنى استخدام كلمة شمس كاسم للجمعية نسبةً لشمس الدين التبريزي.

## الجدل حولها
وجود جمعية شمس إستقبل بشكوك من قبل التونسيين. إن المثلية الجنسية محظورة في الإسلام، وهو دين الأغلبية في تونس. وعارضت عدة شخصيات عامة وجود جماعة ناشطة من المثليات والمثليين ومزدوجي التوجه الجنسي والمتحولين جنسيا في البلاد.
وكما جاء في المادة 230 من قانون العقوبات التونسي، فإن الممارسات المثلية جريمة يعاقب عليها القانون، ويمكن أن يواجه المتهمون بها السجن لمدة ثلاث سنوات.

## راديو شمس
أطلقت الجمعية في 11 ديسمبر 2017 قناة راديو إنترنت تُعنى بقضايا ومشاكل المثليين في تونس والوطن العربي، وهي بذلك تكون أول قناة تُعنى بحقوق المثليين في تونس والوطن العربي. وكان هذا الراديو قد تلقى دعم خاص من السفارة الهولندية في تونس، ورحب السفير هانس فان فولتن بنجاح المشروع.